# Hubené nohy a všechno ostatní
Hubené nohy a všechno ostatní (Skinny Legs and All) je román, který napsal americký spisovatel Tom Robbins a který byl vydán v roce  1990 (česky v nakladatelství  Argo roku 1998). Název odkazuje k jedné z postav knihy, mladičké tanečnici blízkovýchodních tanců přezdívané Salome.
Poměrně rozsáhlý román vypráví na pozadí zdánlivě banálního příběhu dvou novomanželů o letité nevraživosti mezi Židy a Araby, o Jeruzalému, o závojích, které stojí mezi skutečnou pravdou a lidským vnímání světa, o významu neživých předmětů pro lidský život, o umění, o Tanci sedmi závojů a o mnoha dalších věcech.
Příběh se odvíjí ve dvou různých liniích. Jedna sleduje osudy malířky Ellen Cherry Charlesové a jejího manžela Vazouna Petwaye, kteří se po sňatku vydávají v karavanu, který vypadá jako pečená krůta, na cestu do New Yorku, kde má Ellen Cherry v plánu prorazit se svými obrazy. Všechno ale dopadne trošku jinak a z Ellen Cherry se brzy stává servírka v restauraci U Izáka & Izmaela, kterou společně vlastní Žid a Arab a která se nachází naproti newyorskému sídlu OSN. Svářeč Vazoun se mezitím stane celebritou uměleckých kruhů, které jsou fascinovány jeho jediným výtvorem – „pečenou krůtou“.
Druhá dějová linie popisuje cestu pětice neživých předmětů do Jeruzaléma. Tři z nich, Guláš v konzervě, Špinavou ponožku a Stříbrnou lžičku, zapomněli novomanželé Ellen Cherry a Vazoun v jedné jeskyni poblíž dálnice, když se rozhodli pomilovat. Dva další, Malovaný kolík a Lastura, v této jeskyni již léta odpočívaly a čekaly na vhodnou chvíli, aby procitly a vydaly se zpět domů, do Jeruzaléma. Nejprve se všichni přesunou do New Yorku, do sklepa katedrály svatého Patrika, kde nejen plánují svou cestu do Svatého města, ale také postupně odkrývají jeho historii a přitom každý den sledují neobvyklé vystoupení Normana Votočky, pouličního umělce, jehož umění tkví v tom, že se velice pomalu otáčí na místě.
Robbins si i tentokrát rýpl do katolické církve a představuje řadu zvláštních postaviček. Kniha je rozdělena do sedmi částí, což souvisí s Tancem sedmi závojů, kterým Robbins román na ploše necelých dvaceti stran zakončuje a skrze který odhaluje, co všechno nám brání nahlédnout a pochopit skutečnost v její ryzosti.